# Traboe
Traboe – osada w Anglii, w Kornwalii. Leży 29 km na wschód od miasta Penzance i 389 km na południowy zachód od Londynu.